# Brachymeria apicicornis
Brachymeria apicicornis är en stekelart som först beskrevs av Cameron 1911.  Brachymeria apicicornis ingår i släktet Brachymeria och familjen bredlårsteklar. Inga underarter finns listade.